# Comix Zone
Comix Zone est un beat them up de Sega, sorti en 1995 sur Mega Drive. Le jeu est proposé sur Wii depuis janvier 2007, puis sur Xbox Live Arcade et PlayStation 3 depuis juin 2009.

## Scénario
Le joueur dirige Sketch Turner, un dessinateur de comics qui s'est retrouvé enfermé dans sa propre bande dessinée lorsqu'un éclair frappe la planche qu'il était en train de dessiner. Dans le même temps, le principal méchant de celle-ci, Mortus, a pris sa place dans le monde réel, mais doit tuer son créateur pour être réellement libéré. Il impose alors à Sketch une série d'épreuves, en dessinant directement sur les planches (le décor du jeu) les ennemis au fur et à mesure de l'avancement dans les cases.
L'univers de Comix Zone est celui de la BD dessinée par le héros : prenant son inspiration dans les séries de comics les plus en vogue de l'époque de sa conception (les développeurs citent notamment X-Men, Spawn et les romans graphiques de Dark Horse Comics comme Aliens), il s'agit d'un monde post-apocalyptique, envahi par des monstres commandés par Mortus, pendant que les humains survivants sont regroupés au sein d'une force nommée New World Empire, dirigé par le personnage d'Alyssa Cyan auprès de qui le héros atterrit dans le jeu, et qui le guide par radio tout au long de l'aventure. Ces discussions, ainsi que celles avec les ennemis, est représentée sous forme de phylactères, autre élément venant rappeler que le jeu se déroule dans une bande dessinée.
Le jeu est divisé en six niveaux, formant trois épisodes de deux planches chacun, emmenant le joueur visiter successivement un New York en ruines sous lequel se cache un dragon (Nights of the Mutants), un temple tibétain dirigé par Kung-Fung, un sous-fifre de Mortus, qui prépare des monstres pour un grand tournoi d'arts martiaux (Welcome to the Temple), et pour finir un cimetière de bateaux (Curse of the Dead Ships), dans lequel le joueur doit affronter Mortus au pied d'une bombe nucléaire. Ce dernier niveau possède deux fins, la plus positive voyant le héros revenir sur Terre en compagnie d'Alyssa.
Cette trame scénaristique, tout comme les mécanismes du jeu, tire son inspiration du clip de la chanson Take on Me d'A-Ha, dans lequel une jeune femme entre dans une bande dessinée pour y rejoindre le héros, avant d'en sortir et de ramener celui-ci dans le monde réel.

## Système de jeu
Le jeu est principalement un beat them up, intégrant des éléments de jeu d'aventure, telle qu'une gestion d'inventaire et des énigmes permettant de varier le gameplay, mais aussi de simplifier le jeu, en permettant de trouver des power-ups cachés (soins, costume de super-héros lançant une attaque spéciale), ou des raccourcis permettant d'accéder à des cases autrement inaccessibles et ainsi éviter des combats.
Cette variété assure au jeu une bonne rejouabilité, mais est en contrepartie à l'origine de sa réputation de jeu difficile, un joueur pouvant facilement passer à côté des énigmes et devoir enchaîner des combats corsés contre des adversaires résistants alors même qu'il ne dispose que d'une seule barre de vie. Cette difficulté est renforcée par l'absence de sauvegardes ou de mots de passe (la version PC dispose cependant d'un menu permettant de choisir directement le niveau à lancer) et a donc acquis la réputation d'être quasi impossible à finir.

### Navigation au sein des planches
La principale originalité du titre réside dans le découpage de ses niveaux en forme de planche de bande dessinée : le joueur dirige Sketch de case en case, ne pouvant accéder à la suivante qu'après avoir battu les ennemis et/ou avoir résolu les puzzles présents dans la case en cours.
Cette navigation entre les cases n'est pas linéaire et ne suit donc pas forcément le sens de lecture d'une bande dessinée : le joueur peut ainsi sauter vers la case du dessous ou de gauche. L'aspect « monde de papier » du jeu se traduit également par le fait que les bordures entre les cases sont parfois fragiles, et qu'un coup puissant de Sketch peut projeter l'ennemi au travers de cette « barrière », réunissant ainsi plusieurs cases en une.

### Combats
Au travers des cases, le joueur est amené à affronter divers ennemis, dessinés par Mortus directement sur la page. Il existe plusieurs moyens de venir à bout de ceux-ci : le combat est le moyen principal, Sketch étant un expert en kung-fu, et disposant de trois enchaînements de base se terminant par un super coup projetant l'ennemi contre la paroi de la case et de quatre coups spéciaux. Un autre moyen est d'employer divers items offensifs, tels qu'un couteau de lancer. Le joueur peut également profiter du fait qu'il se trouve dans une bande dessinée, en arrachant un morceau du décor pour en faire un avion en papier et le projeter sur son opposant. Enfin, il est possible d'envoyer au combat le rat de compagnie de Turner, Roadkill, qui peut électrocuter les ennemis.

### Roadkill
Dès le premier niveau, Sketch se voit accompagné d'un rat nommé Roadkill, qui s'avère un auxiliaire précieux pour le joueur : outre ses capacités au combat, il peut en effet découvrir des objets cachés dans le décor, ou l'aider à résoudre les énigmes du jeu. La présence de cet allié dans le jeu est due à la division marketing de Sega, qui trouvait que « les faire-valoir sont à la mode ». Son utilisation au combat présentant un risque, celui de le voir être projeté hors de la planche par son adversaire s'il s'avère trop puissant, le rat se révèle être un élément de la mécanique du jeu à part entière.

## Développement
Les bases du jeu ont été posées par Peter Morawiec dans Joe Pencil trapped in the Comix Zone, un concept qu'il présente à la direction du Sega Technical Institute en 1992, peu après son entrée dans l'entreprise. Le développement est cependant repoussé, l'équipe étant réquisitionnée pour la réalisation de Sonic Spinball, jeu permettant de combler l'absence de Sonic the Hedgehog 3 (dont le développement a pris du retard) sur les étals durant les fêtes de fin d'année 1993.
Lorsque le développement commence effectivement, le mouvement grunge est à la mode et le look du héros (qui passe d'un style décontracté à « badass », selon le mot du concepteur), de même que la bande son (à l'origine hip-hop, remplacée par du rock) sont changés pour coller à cet univers. Le jeu suit un cycle de développement classique de 18 mois, et sort donc en 1995 sur Mega Drive, alors même que la génération suivante de consoles (PlayStation, Sega Saturn) est déjà sortie et que la mode est au jeu en trois dimensions.

## Accueil
Pour Peter Morawiec, cette sortie tardive influence les ventes, mais celles-ci restent respectables, et le jeu reçoit un bon accueil de la critique. Si son gameplay, ses graphismes et sa musique sont salués, sa difficulté excessive et sa faible durée de vie (une partie se boucle en trente minutes, à supposer que le joueur soit capable d'atteindre la fin du jeu) lui sont reprochés.

### Portages
- Le jeu est porté après sa sortie sur Mega Drive en 1995 sur :
  - PC
  - Game Boy Advance (2002) Cette version est légèrement différente de l'originale à cause de la taille limitée de l'écran.
  - PSP dans Sega Mega Drive Collection
  - Wii sur la Console virtuelle
  - Xbox 360 sur le Xbox Live Arcade et dans Sega Mega Drive Collection
  - PlayStation 3 sur le PlayStation Network et dans Sega Mega Drive Collection
  - Nintendo Switch dans l'application SEGA Mega Drive - Nintendo Switch Online
- Comix Zone est disponible (mais caché) dans la version japonaise de Sonic Mega Collection, et à débloquer dans toutes les versions de Sonic Mega Collection Plus. Pour le débloquer sur la version PlayStation 2, il suffisait d'avoir la sauvegarde de Sonic Heroes sur sa carte mémoire.